# Persik
Vous lisez un « bon article » labellisé en 2018.
Persik, né le 1er avril 1969 et mort le 24 août 2001, est un étalon de race Arabe à la robe grise, chef de file des reproducteurs dans la discipline équestre de l'endurance depuis 1975 jusqu'à sa mort, en 2001. Ses origines, éclectiques, mêlent des souches polonaises et russes, mais aussi françaises et anglaises, en particulier par le fameux Skowronek. Acheté en 1973 au haras de Tersk, Persik est importé en France par Jean Cougul, un éleveur de Vigoulet-Auzil, puis racheté par le parc national des Cévennes dans l'objectif de faire naître des chevaux adaptés à la randonnée. Persik remporte en 1975 la première édition d'une course d'endurance réputée, les 130 km de Florac. 
Bien qu'il ait gagné cette épreuve une seconde fois avec son cavalier Jean-Marie Fabre, Persik est davantage connu pour sa carrière de reproducteur que pour sa courte carrière sportive. Des élevages et structures spécialisées sont créés dans les régions des grands causses et des garrigues du Languedoc afin de le valoriser. Il est l'ancêtre de nombreux gagnants en raids d'endurance français nationaux et internationaux, dont Melfenik, Arquès Perspex, Flamme d’Avril et Out Law Persik. Persik reste considéré comme l'un des meilleurs étalons d'endurance au monde. Une sculpture de bois à son effigie a été érigée sur la commune de Vigoulet-Auzil en 2017.

## Histoire
Persik naît le 1er avril 1969 au haras de Tersk, situé dans le Caucase, en Russie. L'étalon est acquis lors d'une vente aux enchères à Piatigorsk en Russie, à l'âge de 4 ans, soit en 1973, par Jean Cougul, un éleveur français établi à Vigoulet-Auzil, dans la Haute-Garonne,. Le tourisme équestre étant en développement en France, le parc national des Cévennes, sous la direction de M. Montjauze, met en place un plan d'élevage sous l'égide d'Yves Richardier et du haras national d'Uzès, visant à faire naître des chevaux adaptés à la randonnée en montagne. Après quelques essais avec les Mérens, le cheval arabe est choisi comme améliorateur des chevaux locaux. Persik est acheté par le parc national des Cévennes en 1974, pour 30 000 francs. Confié à Yves Richardier, il commence une carrière de reproducteur sur des juments de diverses origines et qualités, dont la vaste majorité sont sans papiers et d'origine inconnue. Ce programme comporte deux volets : la création d'une union d'éleveurs de chevaux d'endurance (future « Persikland », officialisée en 1976) et la création d'une course sur le modèle de la Tevis Cup Ride (en),.
Les 130 km de Florac, devenus plus tard les 160 km de Florac, première course d'endurance créée en France, visent à valoriser l'élevage du parc national des Cévennes,. En 1975, Persik, monté et entraîné par Jean-Marie Fabre, remporte la première édition de cette course, en 6 h 25, soit une moyenne de 6,92 m/s ou 24,92 Km/h. L'année suivante, lors de la seconde édition du raid, Persik arrive de nouveau premier sur 27 concurrents. Sa renommée en tant qu'étalon provient pour beaucoup de ces deux courses, car Persik a peu couru. Ne pouvant concilier une carrière de cheval de sport avec les déplacements exigés par l'activité d'étalon reproducteur, il rencontre quelques problèmes de santé, peut-être dus à un rythme d'activités trop élevé.
En 1983, Persik remporte le concours national de modèle et allures dans sa catégorie. Jusqu'en 1987, l'étalon continue sa carrière de reproducteur sans objectifs particuliers. Il est loué par le syndicat des éleveurs de la Drôme, puis par l'élevage Gomarel Arabian's. À partir de 1988, les objectifs des éleveurs s'orientent vers la production de chevaux de pure race Arabe destinés à la course d'endurance de haut niveau. Persik stationne pendant deux saisons consécutives à l'élevage Picq-Vassas, à la Pénarié sur le causse Noir, puis le parc national des Cévennes (dirigé par Yves Richardier) conduit sa carrière. Persik ne saillit désormais plus que des juments arabes. En 1989, une équipe d'endurance est créée par le parc national, exclusivement avec des descendants de Persik nés et élevés par leurs soins.
Persik est mis à la retraite en 1991, sous les soins de Marie-Jose Barthe Richardier, élevage Indian Arabian’s, à Saint-Affrique. Le lendemain du championnat du monde d'endurance équestre de Compiègne, en août 2000, il est sacré meilleur reproducteur mondial de chevaux d'endurance, à l'âge de 32 ans. Vieillissant, Persik est épuisé par le climat du mont Aigoual. Il meurt le vendredi 24 août 2001,,.

## Description
Toisant 1,53 m, Persik est un cheval arabe de lignée Saklawi Jedran,. Il porte une robe grise. Il présente une tête très expressive et nettement arabisée (concave), des oreilles décrites comme belles, et une longue encolure. En revanche, son dos est un peu long pour un cheval arabe.

## Palmarès
Grâce à son palmarès sportif, Persik a obtenu un Indice reconnu endurance (IRE) maximum, soit 4 étoiles (****). Il dispose aussi, grâce à ses performances de reproducteur, d'un label Descendance reproduction endurance (DRE) ****. Il est l'un des rares étalons d'endurance français à avoir obtenu cette double labellisation maximale,.
- 1975 : vainqueur des 130 km de Florac[10].
- 1976 : vainqueur des 130 km de Florac, à 19 minutes devant Barol, le gagnant des 100 km de Rodez[10].
- 1983 : vice-champion de France d'endurance, derrière Nichem[10]. Vainqueur en concours de modèle et allures des étalons arabes de 8 à 18 ans, au Concours national de Pompadour[10].
- 1990 : meilleur reproducteur européen de chevaux d'endurance[11].
- 2000 : meilleur reproducteur mondial de chevaux d’endurance[6].

## Origines
Persik est considéré comme un étalon arabe issu de lignées polonaises et russes,. Il descend de la jument Emese, importée en France en 1877, dont l'un des descendants est Caravane, un cheval arabe oriental né en 1907, par Chakir, lui-même père de Carabine et de la jument Djebel. Djebel a été importée au haras de Tersk, en URSS, avec la pouliche qui a été l'arrière-grand-mère de Persik, Dikarka. Dénousté, l'arrière-arrière-grand-père paternel de Persik, a été reconnu meilleur étalon arabe de vitesse du XXe siècle. Persik est donc issu d'une des plus anciennes souches orientales françaises importées en URSS et en Pologne, avec des croisements de souches orientales anglaises, polonaises et égyptiennes.
| Origines de Persik                     | Origines de Persik            | Origines de Persik         | Origines de Persik |
| -------------------------------------- | ----------------------------- | -------------------------- | ------------------ |
| Père Kankan 1952 - Arabe Gris, 1,52 m  | Korej 1939 - Arabe, 1,51 m    | Kann 1957 - Arabe          | Dénousté           |
| Père Kankan 1952 - Arabe Gris, 1,52 m  | Korej 1939 - Arabe, 1,51 m    | Kann 1957 - Arabe          | Kita               |
| Père Kankan 1952 - Arabe Gris, 1,52 m  | Korej 1939 - Arabe, 1,51 m    | Rixalina 1929 - Arabe      | Raseem             |
| Père Kankan 1952 - Arabe Gris, 1,52 m  | Korej 1939 - Arabe, 1,51 m    | Rixalina 1929 - Arabe      | Rissla             |
| Père Kankan 1952 - Arabe Gris, 1,52 m  | Nagrada 1938 - Arabe, 1,44 m  | Naseem 1922 - Arabe        | Skowronek          |
| Père Kankan 1952 - Arabe Gris, 1,52 m  | Nagrada 1938 - Arabe, 1,44 m  | Naseem 1922 - Arabe        | Nasra              |
| Père Kankan 1952 - Arabe Gris, 1,52 m  | Nagrada 1938 - Arabe, 1,44 m  | Rixalina 1929 - Arabe      | Raseem             |
| Père Kankan 1952 - Arabe Gris, 1,52 m  | Nagrada 1938 - Arabe, 1,44 m  | Rixalina 1929 - Arabe      | Rissla             |
| Mère Pamiatka 1961 - Arabe Bai, 1,48 m | Arax 1952 - Arabe, 1,53 m     | Amurath Sahib 1932 - Arabe | 35 Amurath II      |
| Mère Pamiatka 1961 - Arabe Bai, 1,48 m | Arax 1952 - Arabe, 1,53 m     | Amurath Sahib 1932 - Arabe | Sahiba             |
| Mère Pamiatka 1961 - Arabe Bai, 1,48 m | Arax 1952 - Arabe, 1,53 m     | Angara 1947 - Arabe        | Wielki Szlem       |
| Mère Pamiatka 1961 - Arabe Bai, 1,48 m | Arax 1952 - Arabe, 1,53 m     | Angara 1947 - Arabe        | Brda               |
| Mère Pamiatka 1961 - Arabe Bai, 1,48 m | Piramida 1945 - Arabe, 1,50 m | Piolun 1934 - Arabe        | Koheilan I         |
| Mère Pamiatka 1961 - Arabe Bai, 1,48 m | Piramida 1945 - Arabe, 1,50 m | Piolun 1934 - Arabe        | Dziewanna          |
| Mère Pamiatka 1961 - Arabe Bai, 1,48 m | Piramida 1945 - Arabe, 1,50 m | Dikarka 1930 - Arabe       | Dénousté           |
| Mère Pamiatka 1961 - Arabe Bai, 1,48 m | Piramida 1945 - Arabe, 1,50 m | Dikarka 1930 - Arabe       | Carabine           |

## Descendance
Persik marque énormément l'endurance équestre en France, et laisse un patrimoine génétique conséquent. Sa renommée augmente en 1983, lorsque son fils Krempolis devient champion de France d'endurance à l’âge de 7 ans. Plus de 100 de ses descendants sont placés en compétition d'endurance de haut niveau. Il est le père de 328 chevaux en 24 ans de services en tant qu'étalon, soit 13 à 14 poulains par an. 171 sont de race arabe, 106 enregistrés comme chevaux de selle, 19 sont des Selle français, 9 des Anglo-arabe, 15 des Poney français de selle, 15 des Barbe-arabe et 3 des Shagya. Plus de 40 % de ses descendants sont classés en compétition d'endurance de catégorie A ou B, et 32 de ses descendants directs ont remporté au moins une compétition d'endurance de niveau international. En 1990, lors des jeux équestres mondiaux de Stockholm et du championnat du monde d'endurance équestre, Persik est reconnu comme le meilleur reproducteur européen de la discipline de 1975 à 1990.
Cette consécration résulte de la qualité de ses descendants, mâles comme femelles, aussi bien la première que la seconde génération. Malgré la transmission d'un dos un peu trop long, les performances des enfants de Persik ne sont pas pour autant affectées. Out Law Persik, Arquès Perspex et sa fille Flamme d’Avril, mère de Gimini Courthouse, comptent parmi ses meilleurs poulains. Son fils Melfenik, issu de l'élevage du parc national des Cévennes, a été sacré vice-champion du monde aux Jeux équestres mondiaux de 1994 avec Denis Pesce. Sa fille Sylène de la Drôme a été vice-championne d'Europe d'endurance. Deux de ses fils se sont illustrés lors des championnats du monde d'endurance aux Jeux équestres mondiaux de 2002 à Jerez en Espagne, et ont fait l'objet d'offres d'achat à un million de dollars. Out Law Persik, étalon performer du studbook Shagya, fils de Persik et de Zilavka, est vainqueur des 160 km de Florac en 1989 et de Gap en 1990. Il est mort subitement en 1994, après une saison de reproduction au haras national d'Uzès.
Persik a été élu meilleur étalon reproducteur mondial d'endurance en 2000, après la victoire de deux de ses descendants au championnat du monde d'endurance équestre de Compiègne, qui ont décroché la médaille d'or par équipe et une médaille d'or ainsi qu'une médaille d'argent en individuel. En 2016, sur 113 courses d'endurance courues dans le monde, 226 chevaux identifiés étaient à la fois descendants de Persik et présents dans le Top Ten. Il est le seul reproducteur français de chevaux d'endurance à être représenté en tant que père de compétiteurs de 1999 à 2007. En 1999, il est de loin le père de chevaux compétiteurs d'endurance le plus représenté.

## Héritage et hommages
La présence de Persik a entraîné le développement de structures d'élevage et de valorisation du cheval d'endurance dans les régions françaises du sud de la Lozère, du Gard et de l'Hérault, en particulier dans les grands Causses et les garrigues du Languedoc, à partir de 1975. Il est considéré comme l'un des meilleurs chevaux d'endurance français, et reste le seul à avoir remporté consécutivement la course de Florac deux années de suite.
En septembre 2011, une exposition permanente dédiée à Persik a été créée sur un giratoire de la commune de Meyrueis.
En août 2017, une souscription est lancée pour financer une statue en chêne représentant Persik, destinée à être érigée sur la commune de Vigoulet-Auzil. Elle aboutit, le tronc étant sculpté en trois semaines durant le mois de septembre 2017 par Willy Niodo, le champion de France de sculpture à la tronçonneuse,. La statue est officiellement inaugurée le 29 juin 2018.
Une course d'endurance internationale et écoresponsable, organisée dans le Gard en 2016, a été baptisée The Persik Trail,.

#### Articles de presse
- [Magaud-Dat 2001] Myriam Magaud-Dat, « Décrypter les indices endurance », Cheval pratique, no 136,‎ juillet 2001.
- [Richardier 2003] Yves Richardier, « Persik, de Tersk à la légende », Les cahiers du cheval arabe, no 3,‎ juin-juillet 2003
- [Richardier 2017] Yves Richardier, « L'héritage de Persik dans l'endurance mondiale », Les cahiers du cheval arabe, no 66,‎ mars-avril-mai 2017, p. 60-67.